# Eudactylolabis
Eudactylolabis is een ondergeslacht van het insectengeslacht Dactylolabis binnen de familie steltmuggen (Limoniidae).

## Soorten
- D. (Eudactylolabis) damula (Osten Sacken, 1877)
- D. (Eudactylolabis) vestigipennis (Alexander, 1950)